# Tjodalv
Kenneth Åkesson (* 22. Februar 1976), bekannt unter dem Pseudonym Tjodalv, ist ein norwegischer Schlagzeuger. Er ist Mitglied der Metal-Bands Susperia, Black Comedy und Gromth und spielte zuvor bei Dimmu Borgir und Old Man’s Child.

## Werdegang
Åkesson gehörte zu den Gründungsmitgliedern der Bands Dimmu Borgir und Old Man’s Child. Zunächst war Åkesson Gitarrist bei Dimmu Borgir und wechselte mit dem Aufnahmen für das Album Stormblåst an das Schlagzeug. Nach dem Album Spiritual Black Dimensions verließ Åkesson die Band, weil er sich mehr um seine Familie kümmern wollte. Zusammen mit dem Gitarristen Terje Andersen gründete er die Band Seven Sins, die sich kurze Zeit später in Susperia umbenannte. Darüber hinaus ist er in den Bands Black Comedy und Gromth aktiv.

## Diskografie
| - 1994: For all tid - 1995: Stormblåst - 1997: Enthrone Darkness Triumphant - 1999: Spiritual Black Dimensions - 1995: Born of the Flickering - 2000: Revelation 666: The Curse of Damnation | siehe Susperia#Diskografie - 2001: Crawl to Exceed - 2008: Instigator - 2011: The Immortal |